# Głuchowo (powiat kościański)

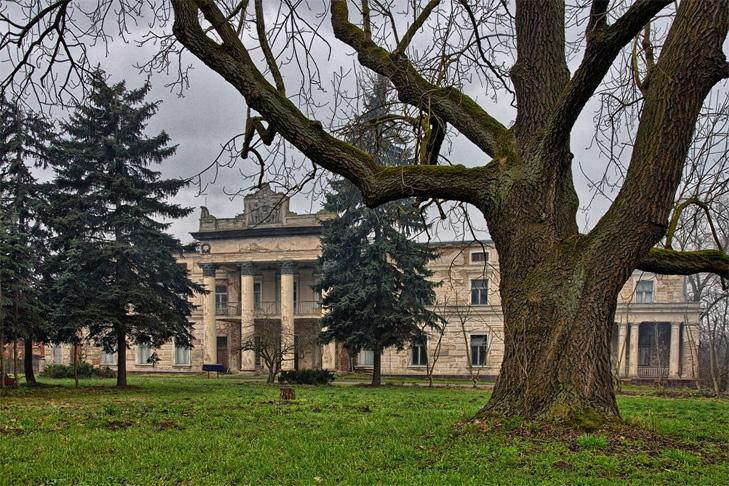
Pałac w Głuchowie Żółtowskiego

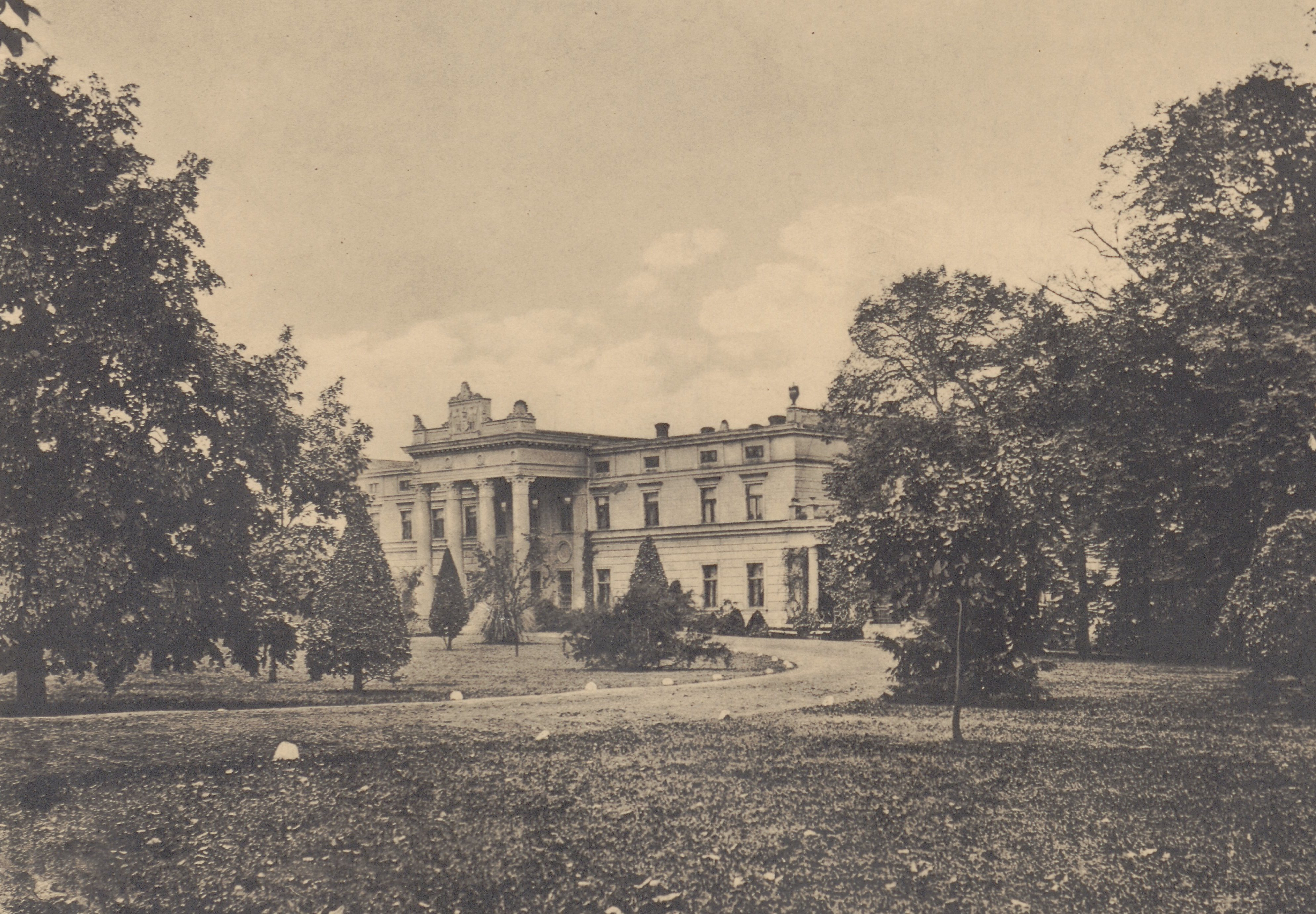
Pałac w Głuchowie przed 1912

Głuchowo – wieś w Polsce położona w województwie wielkopolskim, w powiecie kościańskim, w gminie Czempiń.

## Położenie
Na północ od Głuchowa przepływa Kanał Mosiński. Wieś jest położona przy drodze krajowej nr 5 i rozpoczyna się w niej droga wojewódzka nr 310 do Śremu.

## Historia
Miejscowość pierwotnie była związana z Wielkopolską. Istnieje co najmniej od połowy XIII wieku i ma średniowieczną metrykę. Po raz pierwszy w źródłach historycznych odnotowana została w łacińskim dokumencie z 1252, według zachowanej kopii z 1552, jako "Gluchow", 1298 "Gluchovo", 1388 "Gluchowo".
Początkowo wieś była własnością książęcą, od 1252 klasztoru cysterek w Owińskach, a od 1518 stała się wsią szlachecką, należącą do wielkopolskiej szlachty z rodu Wydzierzewskich, którzy od nazwy wsi Wydzierżewice przyjęli odmiejscowe nazwisko, a później także do Zadorskich. W 1518 miejscowość leżała w powiecie kościańskim województwa poznańskiego w Koronie Królestwa Polskiego. Od 1298 była siedzibą własnej parafii w archidiakonacie średnim z siedzibą w Śremie. W 1510 leżała w dekanacie Kościan.
Pierwszy dokument związany z miejscowością pochodzi z kancelarii księcia wielkopolskiego Przemysła I, który wraz z bratem księciem Bolesławem Pobożnym nadali klasztorowi cysterek w Owińskach m.in. wieś Głuchowo, zezwalając na lokowanie Niemców na terenie własności klasztornych w miastach i wsiach na dowolnym prawie i obdarzając te dobra immunitetem sądowym i ekonomicznym. W  1280, według zachowanej kopii z 1578, książę wielkopolski oraz późniejszy król Polski Przemysł II zatwierdził posiadłości klasztoru cysterek owińskich, a w tym m.in. Głuchowo oraz ich przywileje takie jak w dokumencie z 1252. W 1388 sołtys lub włodarz Szczepan Sierp (oryg. zapis "Sirp") wraz z kmieciami głuchowskimi oskarżył Tomisławę oraz jej męża Dziersława Tarchałę ze Srocka Wielkiego o szkody wartości 14 grzywien.
W  1298 kościół parafialny w Głuchowie wymieniony został w nowo utworzonym archidiakonacie „średnim” - śremskim. W źródłach historycznych odnotowano miejscowych plebanów: w latach 1440-1445 był to Marcin, w latach 1472-1499 Mikołaj Wydzierzewski, a w 1526 Mikołaj Przylepski. W latach 1440-1443 Marcin pleban w Głuchowie toczył spór z opatką z Owińsk o lasek koło Głuchowa. W 1443 opatka ta odstępuje wspomnianemu plebanowi lasek zwany "Olszynka". W 1442 pleban ten i altarysta w Kościanie toczył spór z Kasprem wikariuszem katedry poznańskiej. W 1445 pleban oskarżył Abrahama z Kębłowa koło Wolsztyna o nazwanie heretykiem Abrahama ze Zbąszynia, a pleban odpierał ten zarzut przed sądem. W 1475 Mikołaj Wydzierzewski pleban w Głuchowie sprzedał swemu bratu Stanisławowi całą część ojczystą w Wydzierzewicach za 50 grzywien.
W 1518 król polski Zygmunt I Stary zezwolił cysterkom z Owińsk sprzedać Głuchowo komandorowi zakonu joannitów koło Poznania Stanisławowi Dłuskiemu z Długiego Starego. W 1529 synowie Benedykta Zadorsiego: Wojciech, Jan, Piotr, Hieronim i Stanisław, nabyli wieś od Staniława Dłuskiego syna Dawida, bratanka Stanisława komandora joannitów.
W XVI wieku we wsi istniała już szkoła. W 1512 Maciej rektor szkoły w Głuchowie był w sporze z Mikołajem kmieciem z Jarogniewic. W 1529 patronat kościoła parafialnego w Głuchowie przechodzi na szlachtę z rodu Zadorskich, nabywców wsi Głuchowo. W 1553 do plebana w Głuchowie należały dziesięciny z Mikoszek. W 1581 do parafii w Głuchowie należały wsie: Głuchowo, Siekierki, Srocko Wielkie, Piotrowo, Bieczyny, Jarogniewice i Mikoszki. W 1610 do uposażenia kościoła parafialnego św. Katarzyny w Głuchowie należały: kwarta roli, dwa ogrody we wsi, opłata zwana meszne oraz dziesięciny folwarczne oraz kmiece z Głuchowa i dziesięciny kmiece z Piotrowa i Mikoszek.
Wieś szlachecka Gluchowo położona była w 1581 roku w powiecie kościańskim województwa poznańskiego w Rzeczypospolitej Obojga Narodów. Wskutek II rozbioru Polski w 1793, miejscowość przeszła pod władanie Prus i jak cała Wielkopolska znalazła się w zaborze pruskim.
W okresie Wielkiego Księstwa Poznańskiego (1815-1848) miejscowość wzmiankowana jako Głuchow należała do wsi większych w ówczesnym pruskim powiecie Kosten rejencji poznańskiej. Głuchow należał do okręgu czempińskiego tego powiatu i stanowił - wraz z Siernikami - odrębny majątek, którego właścicielem był wówczas Jaraczewski. Według spisu urzędowego z 1837 roku Głuchow liczył 303 mieszkańców, którzy zamieszkiwali 29 dymów (domostw).
W latach 1954–1971 wieś należała i była siedzibą władz gromady Głuchowo, po jej zniesieniu w gromadzie Czempiń. W latach 1975–1998 miejscowość należała administracyjnie do województwa poznańskiego.

## Zabytki
W Głuchowie ochronie jako zabytki podlega zespół kościoła parafialnego oraz kompleks dworski.
Na miejscu kościoła drewnianego wybudowano w 1751 późnobarokowy kościół parafialny pod wezwaniem św. Katarzyny. Budynek przebudowano w 1904. Zachowało się wyposażenie z różnych epok: gotyckie rzeźby, w tym Męczeństwo św. Apolonii wg Albrechta Dürera, krucyfiks z poł. XVI w., ołtarze z epoki późnego klasycyzmu, obrazy i epitafia. Status zabytku mają także cmentarz kościelny, ogrodzenie z bramą, plebania i ogród
W parku krajobrazowym o pow. 5,7 ha znajduje się pałac z XVIII w., przebudowany w 1882 roku w stylu eklektyczno-neorenesansowym oraz staw. W skład zespołu pałacowego wchodzi oficyna i zabudowania folwarczne.

## Gospodarka
We wsi znajdują się budynki gorzelni oraz mleczarnia.